# Nemesis (roman av Isaac Asimov)
För andra betydelser, se Nemesis (olika betydelser).
Nemesis är en science fiction-roman av Isaac Asimov, utgiven 1989. Den utkom i svensk översättning 1991. Boken handlar om kolonisatörer på väg mot solens närmsta granne, Nemesis, som i sin tur är på kollisionskurs med vår sol.

## Handling
En grupp utvandrare från jorden närmar sig efter en resa som varat i fjorton år sitt mål: en röd dvärgstjärna och dess system. De har döpt den till Nemesis efter Nemesis vedergällningens gudinna. Ledaren för färden erinrar sig legenderna på jorden om Noaks ark och syndafloden. Deras skepp, Rotor, är en rymdark och de flyr undan den vedergällning som ska drabba jorden.

## Viktigare företeelser och namn
- Solsystemet Nemesis, en röd stjärna som befinner sig mitt emellan Jorden och Alfa Centauri, ett avstånd på sammanlagt 4 ljusår. Den har en planet vid namn Megas, som är obeboelig, men som i sin tur har en beboelig måne, Erythro. Erythro betyder röd på grekiska och fick i boken sitt namn av generalkommissarie Janus Pitt.

- Erythro, månen runt Megas, består av ett stort antal organismer, som alla fungerar som ett samarbetande kollektiv.

- Eugenia Insignia, doktor från Rotor som föddes år 2194. Hon avslutade sina akademiska studier på Jorden 2214-2216 och gifte sig 2216 med agent Crile Fisher från Jorden. Vid den stora avfärden till Nemesis lämnade hon honom och tog med deras gemensamma dotter Marlene. Insignia var den som upptäckte solsystemet Nemesis och dess kollisionskurs med Jorden. Officiellt skild år 2237.

- Aurinel Pampas, arbetade under doktor Eugenia Insignia.

- Marlene Fisher, dotter till Eugenia Insignia och Crile Fisher, var den som upptäckte månen Erythros levande kollektiv.

- Crile Fisher, agent från Jorden med både jordiskt och rotorianskt medborgarskap.

## Knutpunkter till Stiftelse och Robotböckerna
- Planeten kan anses, och har antytts av Asimov, att vara planeten Gaia i de avslutande böckerna i Stiftelse serien. Det bakteriella intelligenta livet på planeten kan kommunicera på ett sätt som direkt kan knytas an med kommunikationen mellan Gaia och dess beståndsdelar.

- I boken "Hari Seldon och Stiftelsen" antyder Eto Demerzel att han har ett annat experiment som pågår på en annan plats i galaxen. I boken "Stiftelsen och jorden" bekräftar han att det experimentet var Gaia. Eto Demerzels riktiga namn är R. Daneel Olivaw och är huvudperson i Robotromanerna som utspelar sig långt efter Nemesis (som till och med är bortglömd som den 51:a koloniserade planeten) och långt innan Stiftelseromanerna.